# 硼酸三苯酯
硼酸三苯酯是一种有机化合物，化学式为C18H15BO3。它可以苯酚和硼酸为原料反应得到。它和3-氯苯甲酸反应，可以得到3-氯苯甲酸苯酯。它和三溴化硼反应，可以得到苯氧基二溴化硼。